# Leptepania sulcicollis
Leptepania sulcicollis är en skalbaggsart som beskrevs av J. Linsley Gressitt 1951. Leptepania sulcicollis ingår i släktet Leptepania och familjen långhorningar. Inga underarter finns listade i Catalogue of Life.